# 语音学
语音学（英語：Phonetics，發音：/fəˈnɛtɪks/）是研究言语声音（即语音）的语言学分支学科。狭义的语音学对应英语中phonetics(發音)一词，关切的重点在语音的物理、生物、心理等具象本质，与语音的实际用途、表达意义无关。与之相对的是音韵学（或称音系学），研究音位或语音區別特徵在某种语言中运作的抽象规则和语音的系统。广义的语音学是指这两大方面研究的总合。本文介绍的是狭义的语音学。
语音是语音学研究的客体，指的是人类说话时发出的具体声音，即言语的声音。
国际语音学学会所制订的国际音标是语言学界广泛用来标注语音的音标方案。

## 学科分支
语音学的研究范畴包括以下三类：
- 发音语音学 (articulatory phonetics)：此分科研究发音器官（如唇、齿、舌、声门等）如何彼此协调动作，以发出语音。
- 声学语音学 (acoustic phonetics)：此分科研究语音的物理现象，如声波的频率、时长、振幅等。
- 听觉语音学 (auditory phonetics)：此分科研究语音的感知历程。

## 歷史
現代語音學的最早發展是為了發明出一套記錄語音的記號系統。19世紀後期，留聲機的出現令到聲音的研究更為方便，令到語音學快速發展。

## 調音部位
由聲道完全或部分的阻礙所發出的音稱為輔音。輔音在聲道中發音，通常在口腔中發音，而阻礙的位置會影響由此產生的音。由於舌頭的位置與產生的音之間有著緊密的連結，在許多語音學分支學科中，調音部位是一個重要的概念。

## 聲學
語音是通過改變氣流而形成的，而改變氣流將會產生聲波。調音器官負責改變氣流，不同的調音位置和方法產生不同的聲響結果。由於聲道的姿勢，不僅僅是舌頭的位置可以影響產生的音，調音方法對於描述語音也十分重要。英語單詞 tack 與 sack 都以齒齦音作為開始，但其差別在於舌頭與牙槽嵴的距離不同。這種差別對氣流和由此產生的音有很大影響。同樣，氣流的方向和來源也會影響語音。最常見的氣流機制是從肺部發出，但聲門與舌頭也可以用來產生氣流。

## 知覺
語言知覺是聽話者解碼和理解語言訊號的過程。為了去感知語音，連續聲音訊號必須轉換為獨立的語言單元，像是音位、語素以及單詞。為了正確識別和分類語音，聽話者優先考慮訊號的某些方面，這些方面能夠可靠地區分語言類別。雖然某些線索相較於其他線索更為重要，但訊號的許多方面都有助於語言知覺。例如，雖然口頭語言優先考慮聽覺資訊，但 McGurk 效果表明，當聽覺線索不可靠時，視覺資訊將用於區分模糊的訊息。

## 描述語音
人類語言使用許多不同的聲音，為了比較這些語音，語言學家必須能夠以跟語言無關的方式描述語音。語音可以用多種方式描述。語音通常是指產生語音所需的嘴部運動。輔音和元音是語音學家在語音中按嘴部運動定義的兩個總分類。更詳細的描述包括像是調音位置等等的特徵。調音位置、調音方法與清濁音用於描述輔音，而且是國際音標輔音表的主要劃分。元音則以舌頭高度、舌頭前後位置以及是否圓唇來描述。而手語使用類似但獨特的一套參數來描述手勢：位置、移動、手形、手掌方向以及非手部的特徵。除了構音上的描述外，在口頭語言使用的語音可以它們的聲學效果來描述。因為聲學效果是調音的的結果，因此兩種描述方法都足以區分語音，並且能夠根據正在研究的語音特徵在兩種系統之間做出選擇。

## 手語
與口頭語言不同的是，在手語中的單詞是用眼睛而不是用耳朵來感知的。手勢以手部、上半身與頭部來表達。主要的表達器官為雙手和手臂。手臂的相對部位以專業術語「近側」以及「遠側」來描述。近側是指靠近軀幹的部位，而遠側則是指離軀幹較遠的部位。例如，相較於手肘移動，手腕移動算是遠側的。由於所消耗的能量更少，遠側部位的移動通常更容易產生。多種因素——像是肌肉的靈活度或是被認為是禁忌的手勢——限制了哪些手勢能在手語中使用。母語為手語的人並不會看他們交談對象的手部。他們倒是會將目光集中在對方的臉上。由於周邊視力不如中央視力集中，因此在臉部附近表達的手勢以利手語者察覺手指移動和手指位置方面上更細微的差異。